# Vajšravana
Vajšravana (Vaishravana) kitajsko Do Wen je sanskrtski izraz, ki pomeni varuh severa.
Pri budistih je Vajšravana eden od štirih devaradž in obenem varuh severa ter varuh bogastva in zakladov. Njegova življenjska doba znaša 9.000 let. Bljuva dragulje, limona in mungo sta njegova znamenja (atributa). Barva njegovega telesa je rumena oziroma zelena, njegova simbolna jezdna žival pa je lev.